# Dicarpella
Dicarpella es un género de hongos en la familia Melanconidaceae.